# Alessano
Alessano è un comune italiano di 5 964 abitanti della provincia di Lecce in Puglia.
Situato nel basso Salento, comprende anche la frazione di Montesardo e la località costiera di Marina di Novaglie. In passato ricoprì un ruolo preminente su tutto il Capo di Leuca; fu sede di diocesi fino al 1818 e capoluogo di contea. Fa parte dell'Unione dei comuni Terra di Leuca. Dal 2016 fa parte dell'associazione Borghi Autentici d'Italia

## Geografia fisica

### Territorio
Il territorio del comune di Alessano, che si estende per 28,69 km², sorge ai piedi dei modesti rilievi della Serra dei Cianci, nel basso Salento. Il centro abitato è situato a 134 m s.l.m.; il punto più alto raggiunge i 185 metri s.l.m.
Confina a nord con i comuni di Tricase e Specchia, a est con i comuni di Tiggiano, Corsano e con il Mar Ionio, su cui si affaccia per 1 km con la località Marina di Novaglie, a sud con i comuni di Gagliano del Capo e Castrignano del Capo, a ovest con i comuni di Morciano di Leuca, Salve e Presicce-Acquarica.
Dall'ottobre 2006 parte del suo territorio rientra nel parco naturale regionale Costa Otranto - Santa Maria di Leuca e Bosco di Tricase, istituito dalla regione Puglia allo scopo di salvaguardare la costa orientale del Salento, ricca di pregiati beni architettonici e di importanti specie animali e vegetali.
- Classificazione sismica: zona 4 (sismicità molto bassa), Ordinanza PCM n. 3274 del 20/03/2003

### Clima
Dal punto di vista meteorologico Alessano rientra nel territorio del basso Salento che presenta un clima prettamente mediterraneo, con inverni miti ed estati caldo umide. In base alle medie di riferimento, la temperatura media del mese più freddo, gennaio, si attesta attorno ai +9 °C, mentre quella del mese più caldo, agosto, si aggira sui +25,1 °C. Le precipitazioni medie annue, che si aggirano intorno ai 676 mm, presentano un minimo in primavera-estate ed un picco in autunno-inverno.
Facendo riferimento alla ventosità, i comuni del basso Salento risentono debolmente delle correnti occidentali grazie alla protezione determinata dalle serre salentine che creano un sistema a scudo. Al contrario le correnti autunnali e invernali da Sud-Est, favoriscono in parte l'incremento delle precipitazioni, in questo periodo, rispetto al resto della penisola.
| Alessano                   | Mesi | Mesi | Mesi | Mesi | Mesi | Mesi | Mesi | Mesi | Mesi | Mesi | Mesi | Mesi | Stagioni | Stagioni | Stagioni | Stagioni | Anno |
| Alessano                   | Gen  | Feb  | Mar  | Apr  | Mag  | Giu  | Lug  | Ago  | Set  | Ott  | Nov  | Dic  | Inv      | Pri      | Est      | Aut      | Anno |
| -------------------------- | ---- | ---- | ---- | ---- | ---- | ---- | ---- | ---- | ---- | ---- | ---- | ---- | -------- | -------- | -------- | -------- | ---- |
| T. max. media (°C)         | 12,4 | 13,0 | 14,8 | 18,1 | 22,6 | 27,0 | 29,8 | 30,0 | 26,4 | 21,7 | 17,4 | 14,1 | 13,2     | 18,5     | 28,9     | 21,8     | 20,6 |
| T. min. media (°C)         | 5,6  | 5,8  | 7,3  | 9,6  | 13,3 | 17,2 | 19,8 | 20,1 | 17,4 | 13,7 | 10,1 | 7,3  | 6,2      | 10,1     | 19,0     | 13,7     | 12,3 |
| Precipitazioni (mm)        | 80   | 60   | 70   | 40   | 29   | 21   | 14   | 21   | 53   | 96   | 109  | 83   | 223      | 139      | 56       | 258      | 676  |
| Umidità relativa media (%) | 79,0 | 78,9 | 78,6 | 77,8 | 75,7 | 71,1 | 68,4 | 70,2 | 75,4 | 79,3 | 80,8 | 80,4 | 79,4     | 77,4     | 69,9     | 78,5     | 76,3 |

- Classificazione climatica di Alessano:[7]
  - Zona climatica: C
  - Gradi giorno: 1204

## Origini del nome
Diverse sono le ipotesi riguardanti le origini del nome. Verosimilmente il toponimo deriva dal nome greco di persona Alexis o Alexus con l'aggiunta del suffisso d'appartenenza -anos. Secondo una radicata tradizione, infatti, il fondatore della città fu l'imperatore bizantino Alessio I Comneno, ma manca la documentazione che confermi tale origine del paese.
Altre ipotesi ritengono che il nome si riferisca al fiume Ales, ad Alessia di Bretagna o al termine greco alexo, che significa difendere, respingere i nemici.

## Storia
Il territorio di Alessano fu abitato sin dai tempi più remoti come testimoniato da diversi rinvenimenti rupestri.
Sotto il dominio normanno, la città assunse un ruolo preminente su tutto il Capo di Leuca, ruolo che conserverà per lungo tempo. Proprio in quel periodo la città divenne sede vescovile; tale rimarrà fino al 1818. Nel corso della dominazione angioina fu capoluogo di Contea che includeva i territori di Arigliano, Caprarica del Capo, Giuliano di Lecce, Matino, Miggiano, Montesardo, Patù, Presicce, Ruggiano, San Dana, Specchia.
Furono i secoli XV e XVI in cui Alessano visse la sua stagione di massimo splendore. Durante la signoria di importanti famiglie nobiliari, quali i Della Ratta, i Del Balzo, i De Capua, i Gonzaga di Guastalla, i Guarini, i Trani, i Brayda, gli Ayerbo d'Aragona e gli Zunica-Sforza, che si succedettero nel corso dei secoli, la città divenne un importante centro commerciale, attraendo anche alcune famiglie di ricchi commercianti veneziani ed una piccola comunità ebraica, che possedeva una propria Sinagoga nell'odierna Via della Giudecca. Il centro urbano si arricchì così di pregevoli palazzi in puro stile rinascimentale che ancora oggi si possono ammirare. Attorno alla corte ducale fiorì un notevole movimento letterario.
In seguito, il centro decadde e con la soppressione della Diocesi perse gradualmente la posizione di preminenza.

### Simboli
Lo stemma e il gonfalone sono stati concessi con decreto del presidente della Repubblica del 14 aprile 1994.
Blasonatura dello stemma:
(D.P.R. 14 aprile 1994)
Profilo araldico del gonfalone:

## Monumenti e luoghi d'interesse

### Architetture religiose

#### Chiesa madre di San Salvatore

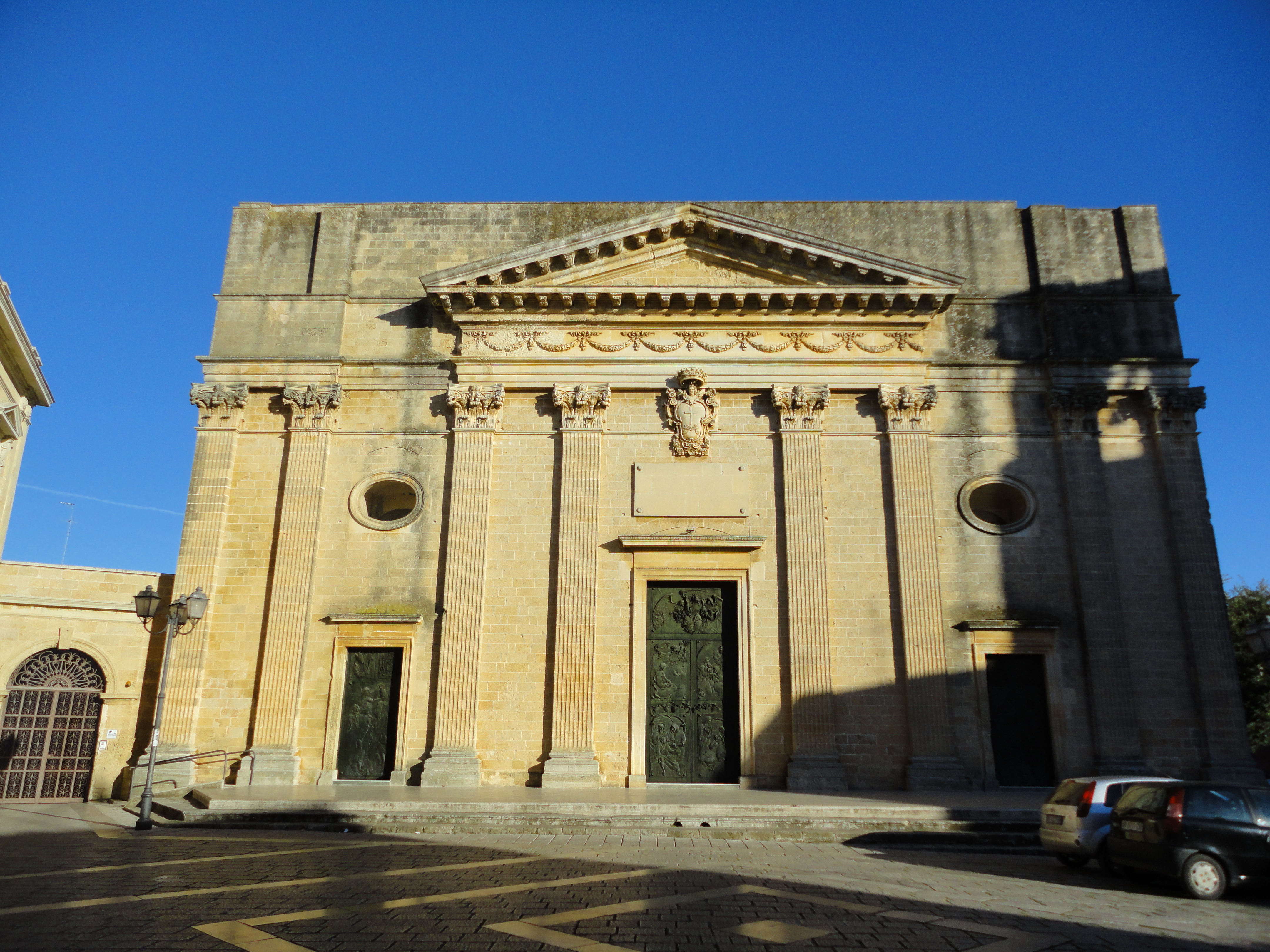
Chiesa madre

La chiesa collegiata di San Salvatore risale alla seconda metà del Settecento e fu edificata in sostituzione dell'antica cattedrale romanica costruita tra il 1150 e il 1200. In tutta la prima metà del XVIII secolo l'antico edificio subì continui interventi di restauro e ripristino. Il vescovo Dionisio Latomo Massa nel 1755 decise di erigere una nuova cattedrale. Il progetto, redatto dal locale architetto Felice De Palma, prevedeva la completa demolizione della vecchia struttura ad eccezione del campanile. I lavori di costruzione della chiesa durarono più di ottanta anni e venne riaperta solo nel 1845. Nel frattempo con la soppressione della diocesi alessanese nel 1818 avvenne la conseguente declassazione al rango di chiesa collegiata.
La facciata risulta incompleta ed è in stile neoclassico, opera dell'ingegnere Benedetto Torsello. Presenta tre portali d'ingresso; quello centrale è sormontato da una lapide in marmo e dallo stemma della città di Alessano. L'interno, a tre navate, è a croce latina. Conserva alcuni altari barocchi, fra cui quello maggiore finemente decorato con stucchi e intagli. L'opera di maggior rilievo e importanza è Tobiolo e l'angelo, tela di Paolo Finoglio, uno dei più noti esponenti della scuola caravaggesca. 

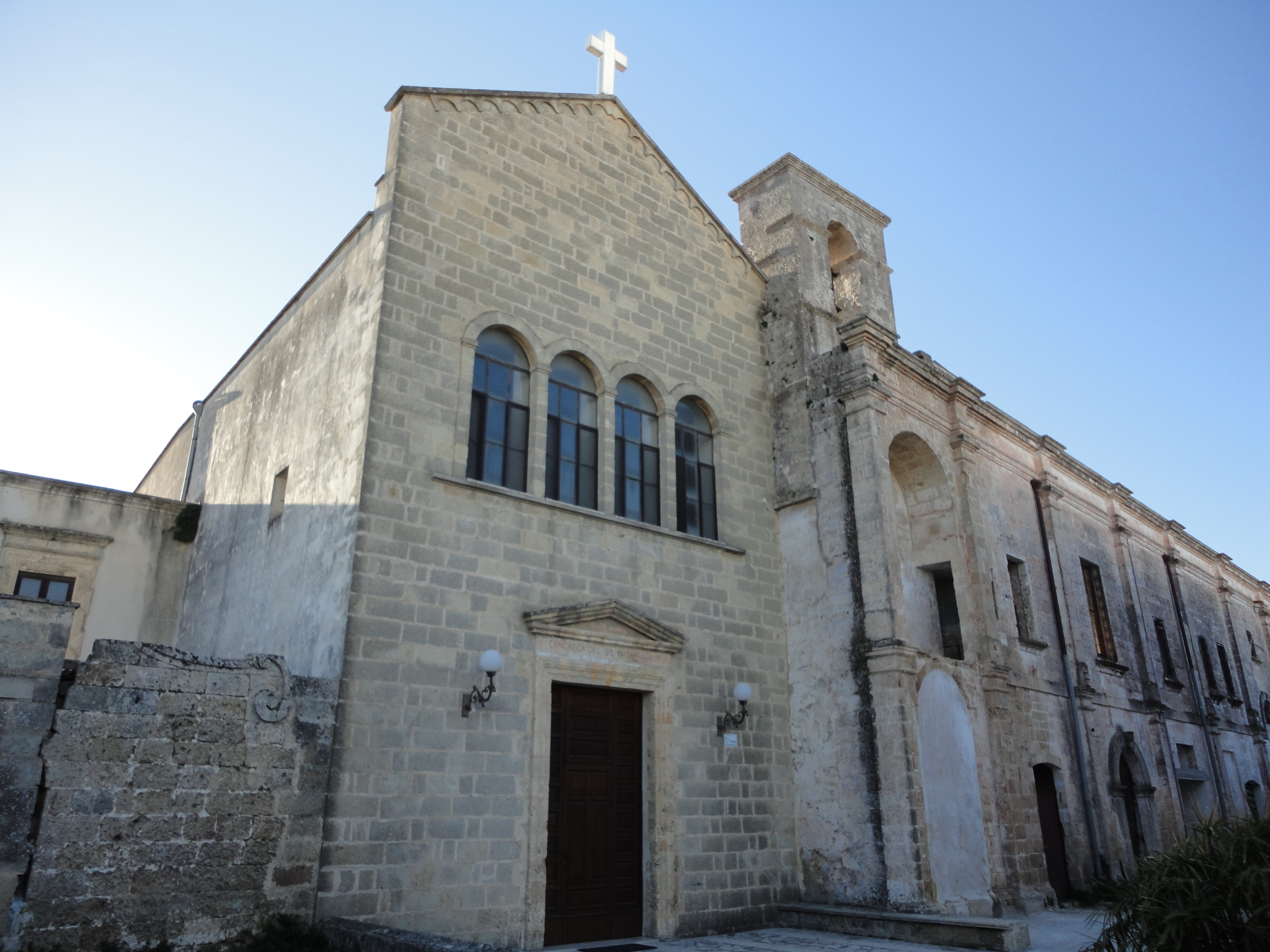
Chiesa di Sant'Antonio

#### Chiesa di Sant'Antonio
La chiesa di Sant'Antonio da Padova fu costruita tra la fine del XVI e l'inizio del XVII secolo. Un'epigrafe interna del 1671 la annovera tra le costruzioni più antiche di Alessano e la vuole costruita dallo stesso San Francesco d'Assisi Propriis manibus. Adiacenti alla chiesa permangono ancora alcuni ambienti del Convento dei Frati Minori Conventuali, del quale la chiesa faceva parte, soppresso nel 1809. Attualmente è sede della Congregazione del Rosario.
La facciata, semplice e a doppio spiovente, con un motivo a piccoli archetti ciechi, presenta un solo portale sormontato da un piccolo frontone triangolare. Al centro della facciata, campeggia una successione di quattro ampie finestre con archi a sesto acuto. Sulla destra sorge il campanile.
L'interno è ad aula unica, nella quale si aprono sei cappelle laterali con altrettanti altari. Quelli dedicati a Sant'Antonio da Padova e al Crocifisso sono tipici esempi di altari barocchi con colonne tortili e formelle scolpite. È conservata una tela seicentesca raffigurante l'Annunciazione.
L'attuale forma è quella assunta dall'edificio tra XVII e XVIII secolo; Della decorazione a fresco originaria permangono oggi solo pochi frammenti, tra i quali il più grande è un'icona di Sant'Antonio in prossimità del Presbiterio.

#### Chiesa e convento dei Frati Cappuccini

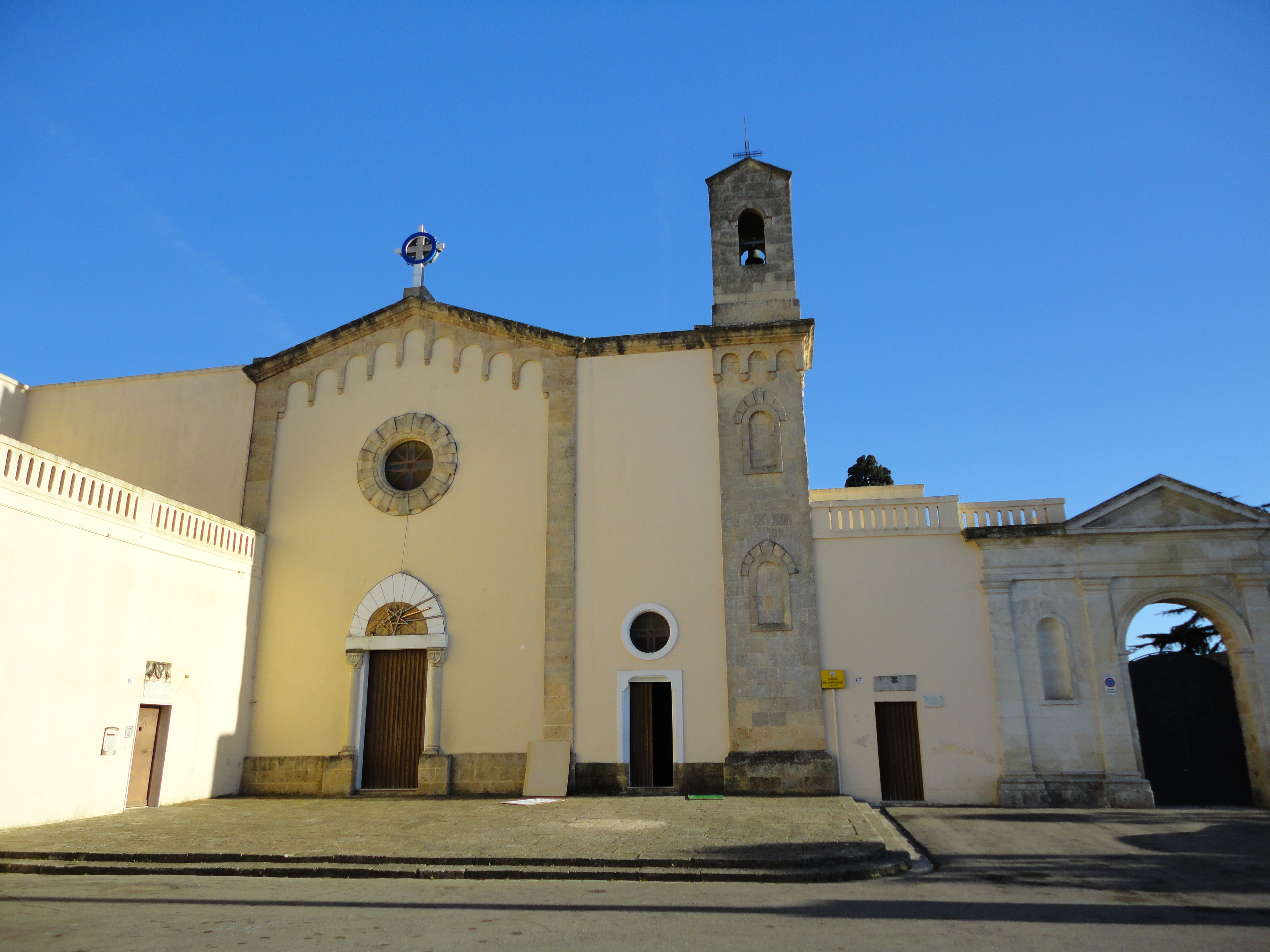
Chiesa dei Frati Cappuccini

La chiesa e il convento ad essa adiacente furono edificati nel 1628, voluti dal vescovo Nicol Antonio Spinelli. Il convento fu soppresso due volte, nel 1809 e nel 1866; i Cappuccini tornarono ad abitarlo solo nel 1929.
La chiesa fu consacrata dal vescovo Giovanni Granafei nel 1658, come risulta da un'incisione. L'edificio custodisce un altare monumentale in legno, finissimamente intarsiato ed intagliato, che copre tutta la parete di fondo. Fu eseguito nel XVIII secolo ad opera di maestranze locali. La pala è costituita da una grande tela del XVII secolo, raffigurante Il perdono di Assisi, donata da Laura Guarini come si evince dallo stemma della casata riprodotto nella parte inferiore del dipinto. Nelle due tele laterali sono raffigurati: a destra il Profeta Isaia e a sinistra Sant'Anna con Maria bambina. Nel tondo collocato sul fastigio dell'altare è effigiato San Giuseppe titolare della chiesa. Queste tre tele sono coeve all'altare e sono attribuibili al pittore alessanese Aniello Letizia.
Attualmente una parte del convento è occupato dai Frati e un'altra è destinata ad ospitare la Casa Francescana di spiritualità dedicata a Don Tonino Bello, nato ad Alessano il 18 marzo 1935. In passato, il convento disponeva di una ricchissima biblioteca: nel 1884, su disposizione ministeriale ed a seguito della soppressione del 1861, i libri furono trasferiti nella Biblioteca Piccinno di Maglie. Tuttavia, caso unico nei conventi cappuccini pugliesi, permane ancora l'arredo originale della sala adibita a biblioteca, con infissi e suppellettili in legno.

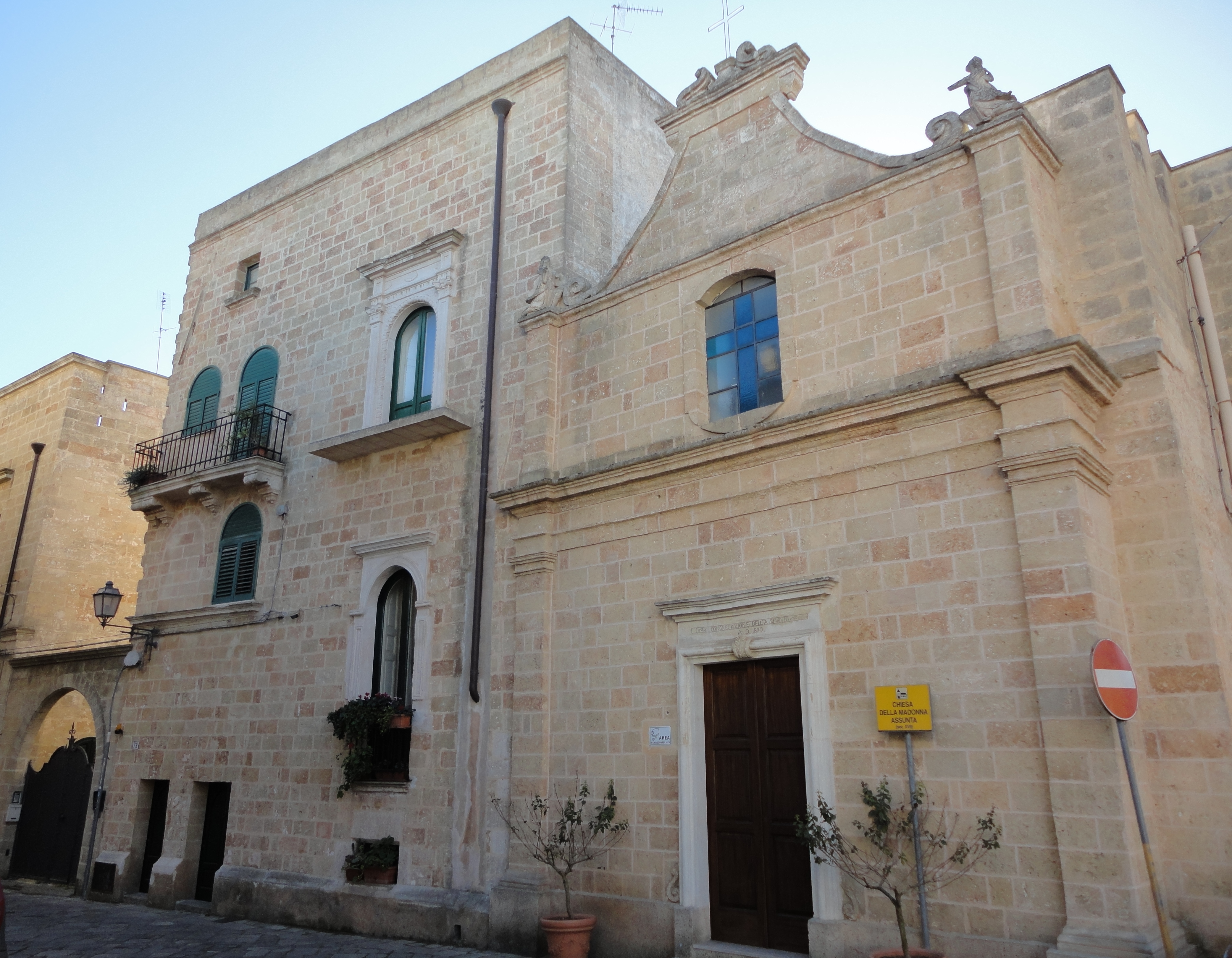
Chiesa della Madonna Assunta

#### Chiesa della Madonna Assunta
La chiesa della Madonna Assunta è una piccola costruzione del centro storico risalente al Seicento. L'edificio fu radicalmente trasformato intorno al 1820 quando divenne la sede della Congregazione della Madonna Assunta.
Presenta un semplice prospetto, coronato da un timpano mistilineo e da due statue alle estremità. L'interno, a navata unica terminante con un'abside semicircolare, ospita un ottocentesco altare maggiore sormontato dalla statua della titolare. Recenti interventi hanno restituito alla chiesa le cappelle laterali, una volta occupate da botteghe artigiane.
Al suo interno sono conservate due tele di autore ignoto risalenti al XIX secolo, raffiguranti Storie della vita di San Carlo Borromeo e una Deposizione dalla Croce.

#### Chiesa della Madonna del Riposo
Situata su un'altura che domina il paese (un tempo extra moenia, oggi in periferia), la piccola Chiesa della Madonna del Riposo segna insieme al Calvario il confine dell'abitato alessanese con quello di Presicce.
Una leggenda vuole che intorno al XVI secolo un pellegrino diretto a Santa Maria di Leuca si fermò a riposare in una piccola grotta tufacea alle porte di Alessano; durante la notte la stessa Madonna gli venne in sogno; al risveglio l'uomo decise di trasformare il luogo del suo riposo in un tempio dedicato alla Madonna, così fece ampliare e affrescare la grotticella, che diventò ben presto un luogo di riferimento per gli alessanesi. 
Nel 1822 un incendio danneggiò gravemente la cappella rupestre; in seguito a tale avvenimento si decise di costruirvi sopra l'attuale edificio, che risale a quegli anni.
Dell'antica grotticella rimane una piccola nicchia a metà della scalinata che sale alla cappella; vi si trova un affresco, molto danneggiato, raffigurante una Pietà e dipinto su un'immagine preesistente nel XIX secolo.
La cappella è ad ambiente unico con volta a doppia stella affrescata con i simboli dei Quattro Evangelisti; all'interno sono presenti un altare in marmo policromo sovrastato da una pregevole pala raffigurante la Madonna di Leuca (XIX secolo); vi è inoltre una statua in cartapesta della Madonna di Leuca, tradizionalmente chiamata "la Madonna del Riposo". 
La giornata dell'8 settembre è dedicata alla Madonna del Riposo e la statua risiedente nella cappella viene portata in processione.

#### Cappella e oratorio dello Spirito Santo
In una traversa della strada che conduce a Specchia sorge una cappella intitolata allo Spirito Santo. Essa risale alla prima metà del XVI secolo e presenta un ristretto ambiente con volta a vela, un semplice altare in pietra leccese e una statua in cartapesta raffigurante la Trinità. L'altare ha la particolarità di recare un'iscrizione con i nomi dei costruttori della cappella scritti in alfabeto greco, elemento praticamente unico di retaggi bizantini ad Alessano.
Date le ristrettissime dimensioni della cappella nel 1977 fu costruito, nello spiazzo immediatamente di fronte a essa, un ampio e moderno oratorio.

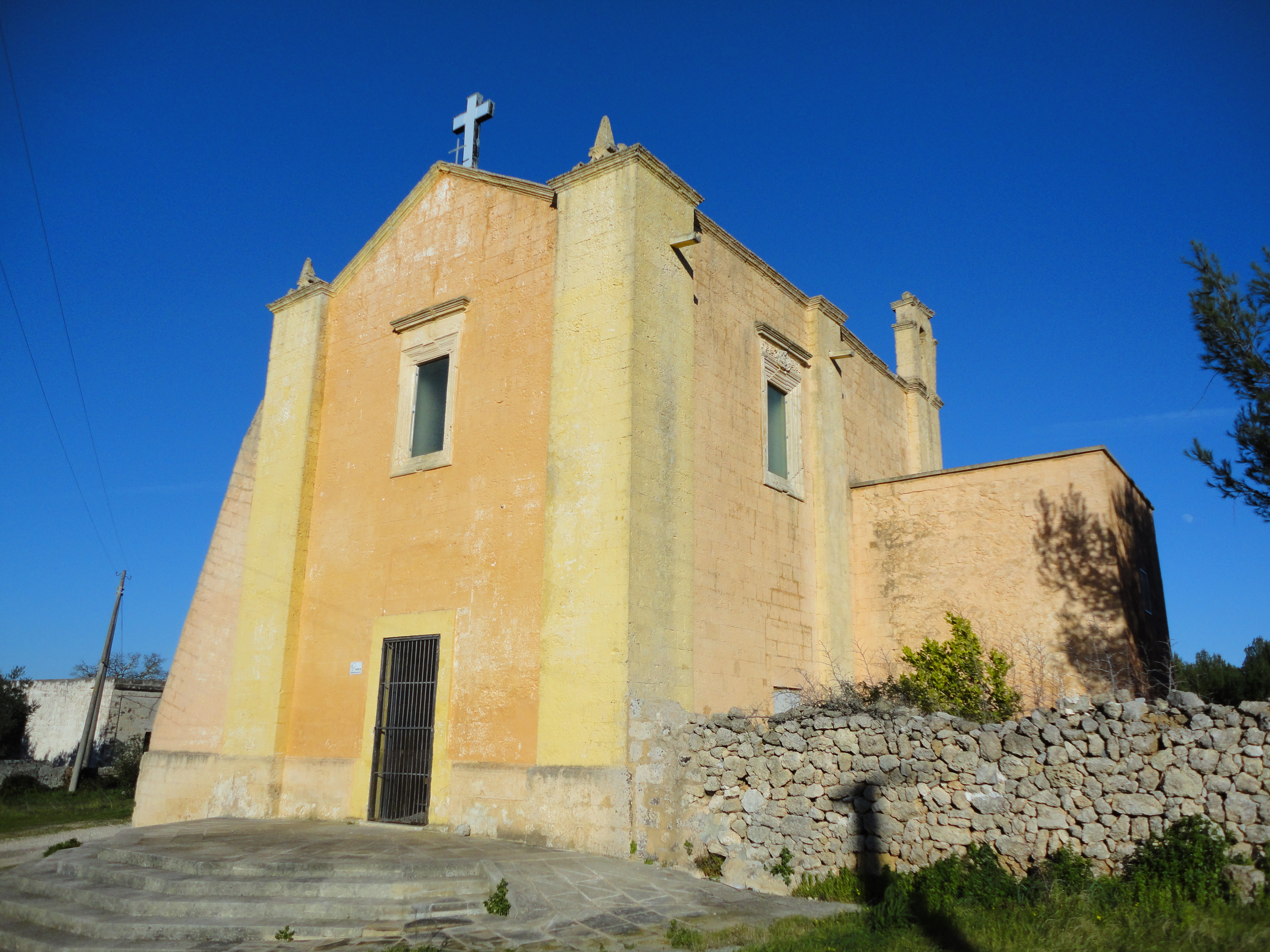
Chiesa del Crocefisso

#### Chiesa del Crocefisso
La chiesa del Crocefisso risale al 1651 come riporta la data sulla volta di copertura. L'edificio, isolato nelle campagne ai piedi del Bosco Boceto in prossimità delle alture della Serra dei Cianci, presenta una sobria facciata a doppio spiovente inquadrata fra due poderose paraste. Lateralmente è posizionato un piccolo campanile a vela.
L'interno, a navata unica divisa in due campate con volta a stella, custodisce un pregevole altare barocco del 1670 (data incisa) dello scultore alessanese Placido Buffelli, decorato con stucchi policromi e contenente un dipinto del volto di Cristo. La chiesa custodisce un antico Crocifisso e una statua del Cristo morto.

#### Cappella di San Giuseppe
Ubicata nel cuore del centro storico, questa cappella fu costruita agli inizi del XVII secolo per ordine della confraternita devota al santo titolare, che vi ebbe sede fino al XX secolo.
Recentemente restaurata e riaperta al pubblico dopo molti anni di abbandono, la cappella è di modeste dimensioni, a unico ambiente con copertura a volta a stella e conserva tre grandi tele risalenti al XVII o XVIII secolo: una Natività posta come pala d'altare, una Santa Lucia e una Santa Caterina d'Alessandria di autori ignoti. Presente inoltre una statua di San Michele Arcangelo datata 1773.
In questa cappella fino al XIX secolo nel giorno della festa di San Giuseppe venivano sorteggiate sei fanciulle orfane, a cui un'istituzione denominata Azienda delle Orfane provvedeva a donare una dote di sei ducati.

#### Cappella di Santo Stefano in Macurano
Costruita nel 1585, è un edificio di piccole dimensioni situato presso la masseria Santa Lucia in località Macurano. La chiesa presenta un campanile a vela sulla facciata e un affresco molto rovinato di Santo Stefano sulla parete di fondo. 
Sullo spiazzale adiacente alla chiesa ogni Lunedì dell'Angelo per tradizione si radunano i fedeli alessanesi.

#### Calvario
Ubicato a poca distanza dalla cappella della Madonna del Riposo, al limite estremo della città sulla strada che conduce a Presicce. Il Calvario fu eretto a opera di una coppia di devoti alessanesi nel 1927; si presenta come un'ampia nicchia pentagonale sormontata da una calotta emisferica. Sui raggi della calotta sono raffigurati cinque angeli recanti gli strumenti della Passione di Cristo, mentre sui lati del pentagono sono affrescate scene della Passione. Ogni Venerdì Santo al termine della Via Crucis per le vie cittadine la croce lignea portata in processione viene deposta al centro del Calvario e vi rimane fino alla Veglia Pasquale.

#### Altre chiese
- Chiesa di San Francesco di Paola, edificio rurale tra Alessano e Presicce vicino all'antica masseria denominata Cavalcatore, recentemente riaperta dopo anni di abbandono.
- Chiesa di Santa Maria della Scala, ubicata in zona Serra dei Cianci e risalente al XIII secolo, apparteneva un tempo al Monastero di San Nicola di Casole; oggi versa in completo stato d'abbandono.

### Architetture civili e militari

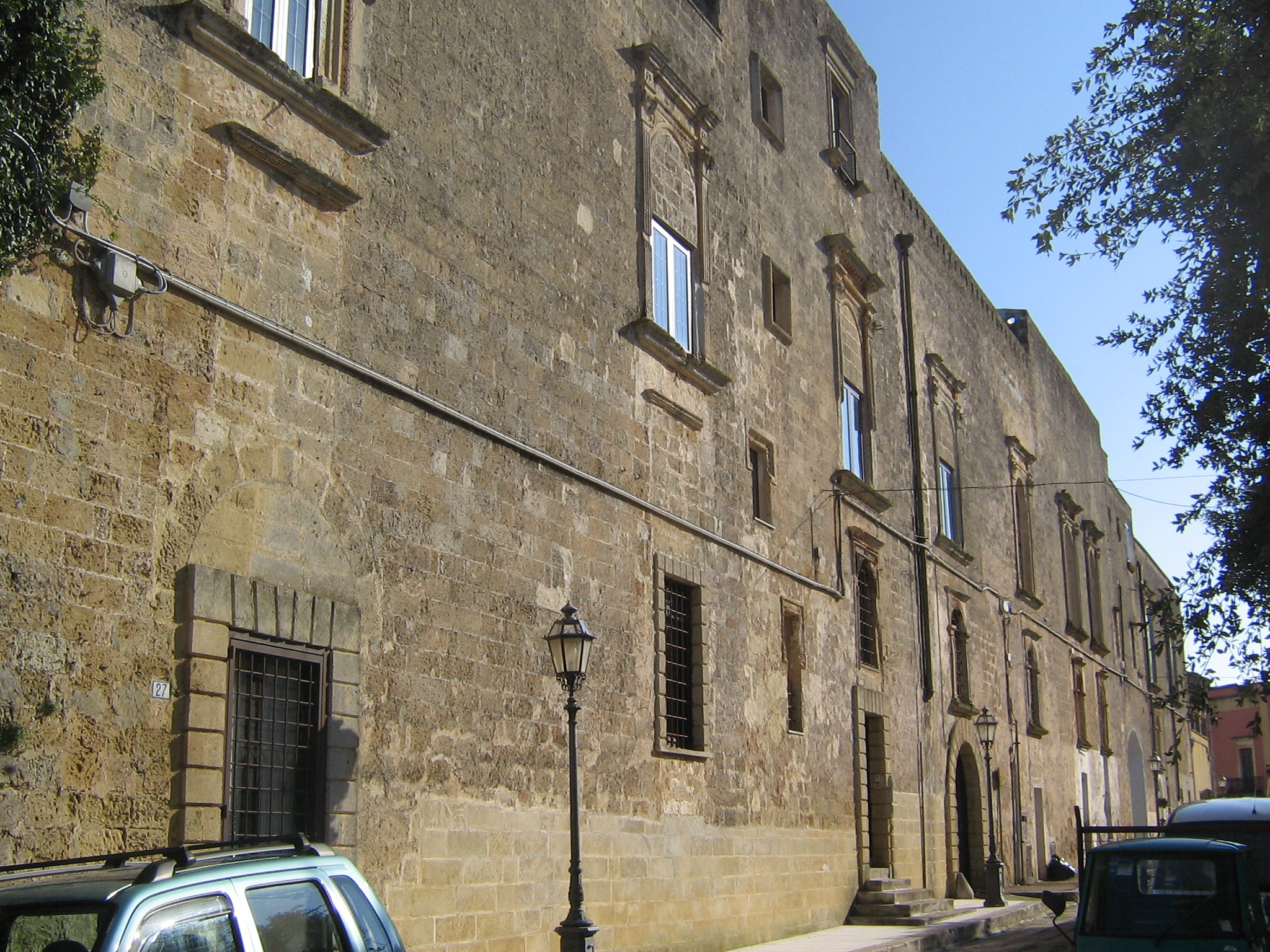
Palazzo Ducale

#### Palazzo Ducale
Il Palazzo Ducale, importante centro di cultura durante il governo dei Gonzaga, è un edificio fortificato con eleganti decorazioni che ne ingentiliscono l'aspetto. Fu realizzato alla fine del Quattrocento, sotto il governo dei feudatari Del Balzo, dei quali resta memoria negli stemmi, con la stella a sedici punte, inseriti nei capitelli delle paraste presenti sui finestroni. Finestroni di chiara matrice quattrocentesca ascrivibili alle architetture di Giuliano da Maiano. 

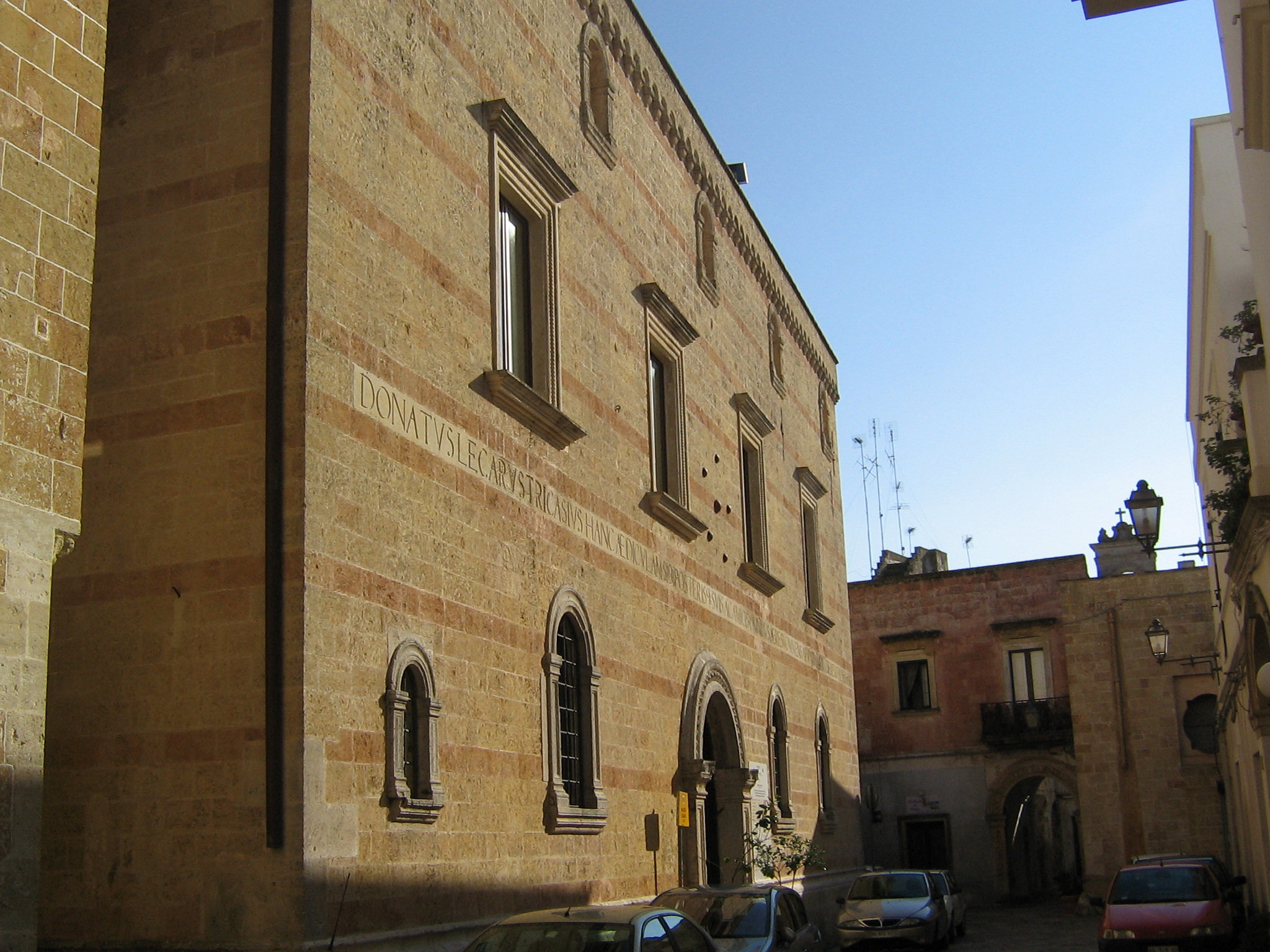
Palazzo Legari

#### Palazzo Legari
L'edificio fu costruito nel 1536 in stile rinascimentale dal commerciante Donato Legari, originario di Tricase, come si evince da una scritta in latino sul prospetto principale. Questa residenza venne usata principalmente come luogo di ritrovo per amici e conoscenti.
La facciata presenta un portale con arco a tutto sesto con un'elegante cornice che poggia su due pilastri con capitelli. Al piano terra, si aprono quattro finestre con arco, mentre il piano nobile è animato da una successione di finestre architravate. Il coronamento è costituito da un cornicione leggermente aggettante con archetti pensili su peducci.
Il Palazzo divenne luogo di ritrovo della nobiltà e della ricca borghesia del tempo: al suo interno si svolgevano banchetti, feste e giochi d'azzardo. Dal 1986 l'edificio è di proprietà del Comune ed è sede della biblioteca comunale e dell'archivio storico.

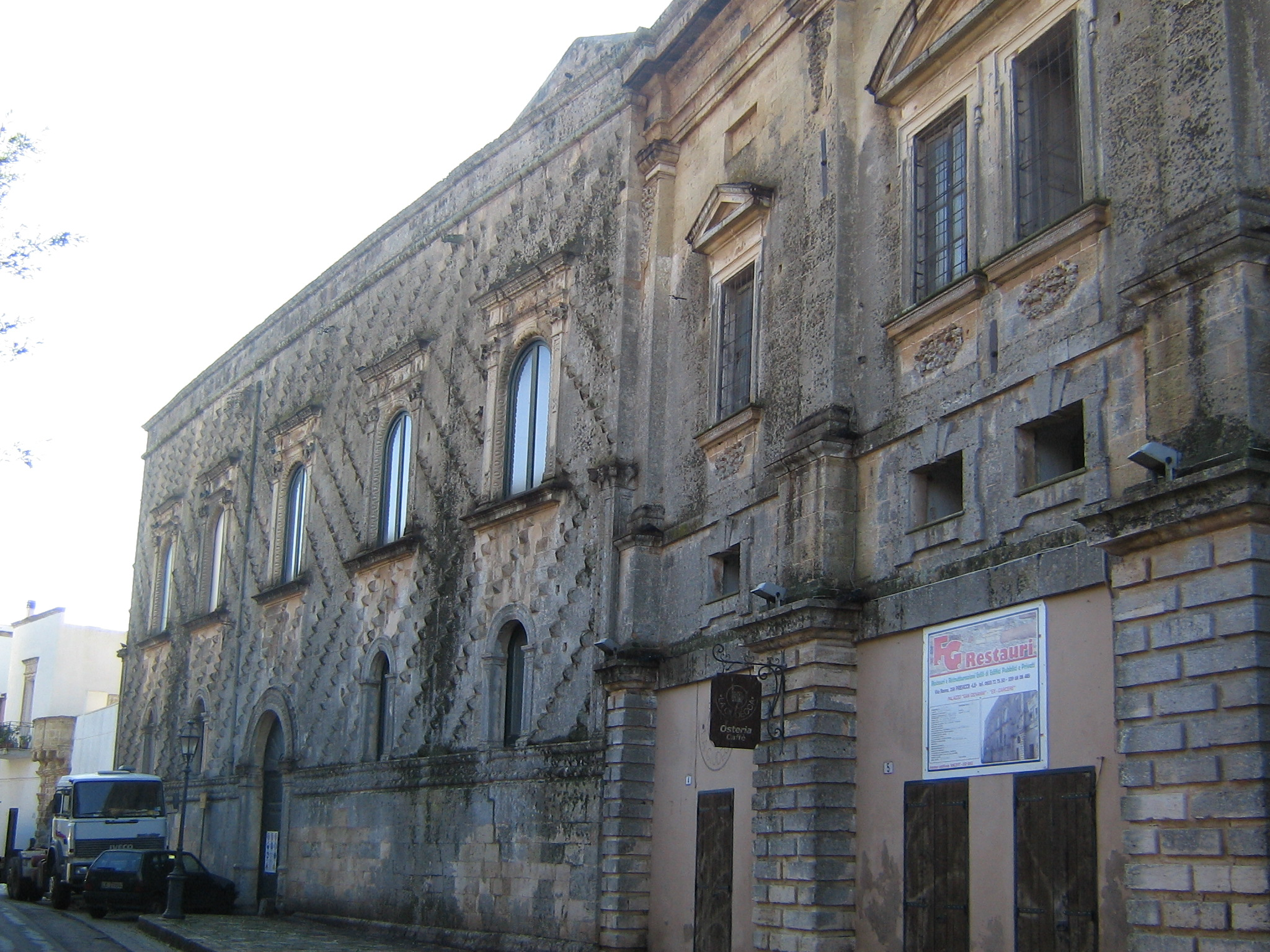
Palazzo Sangiovanni

#### Palazzo Sangiovanni o Palazzo dei 'Diamanti zigzagati'
Palazzo Sangiovanni è un edificio rinascimentale edificato sul finire del XV secolo durante la signoria dei Del Balzo. La presenza in facciata di un elegante motivo a bugne a punta di diamante zigzagato che lo rende unico. Al centro della facciata al piano terra il portale di ingresso, con arco a tutto sesto la cui centina è arricchita da eleganti motivi fitomorfi, interrompe il motivo a scarpa incorniciato da un trattamento a toro.  L'edificio disposto su due piani, entrambi sono movimentati da una successione di finestre con arco a tutto sesto. Le finestre del piano nobile risultano intelaiate da paraste le quali reggono una trabeazione classica.  Un'ala del piano nobile ha subito alcune demolizioni resesi necessarie per porre rimedio a problemi statici. Il palazzo diviene proprietà della famiglia Sangiovanni nel 1643, dopo esserlo stato di Pompeo Almotrino ed in precedenza del vescovo di Monopoli Francesco Surgente.

#### Altre architetture civili
- Rivellino, XVI secolo
- Torre dell'Orologio, 1893. Sorge sui resti dello scomparso ospizio, cui era annessa la Cappella di San Giuliano.

### Siti archeologici

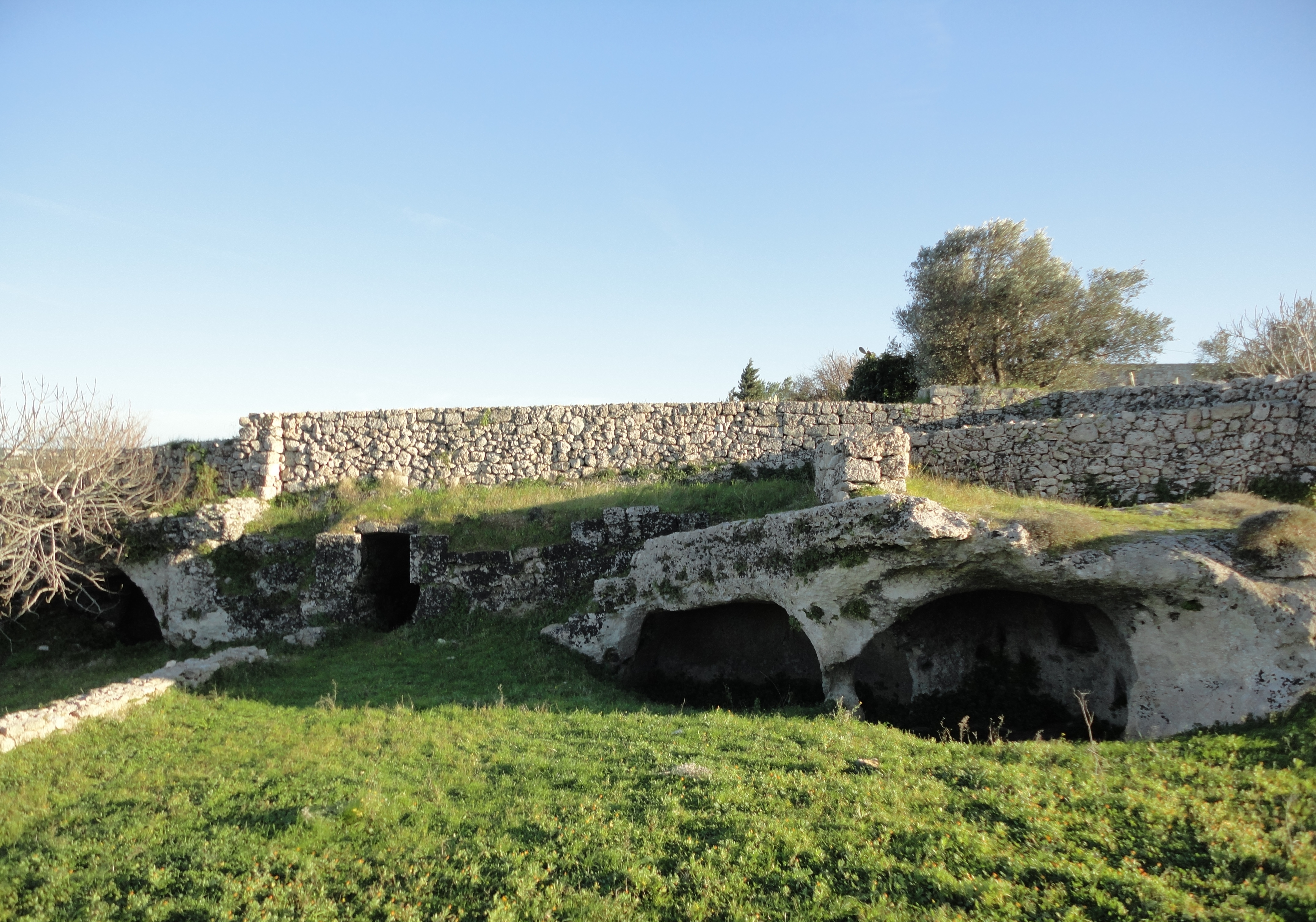
Insediamento rupestre di Macurano

#### Insediamento rupestre di Macurano
Macurano è un villaggio rupestre posto lungo la direttrice che collega Alessano a Marina di Novaglie ed è considerato il simbolo della cultura dell'olio per la presenza di due frantoi ancora utilizzati: trappeto Sauli e trappeto Santa Lucia.
Macurano fu anche una zona interessata dall'importante insediamento di monaci basiliani che vi si stanziarono per nascondersi e per rifugiarsi, dopo il loro approdo sulla costa salentina distante meno di 4 km. I monaci provenivano dal vicino Oriente da cui scapparono in seguito alla lotta iconoclasta. Trovato rifugio a Macurano, si dedicarono all'agricoltura, attività garantita dalla fertilità della terra ricca di acque di scolo provenienti dalla collina e che venivano raccolte in cisterne tramite un sistema di canalizzazioni, in parte ancora visibile. L'area del villaggio rupestre fu sfruttata successivamente e nel Cinquecento venne edificato il complesso masserizio, denominato Macurano, consistente nella Masseria Santa Lucia e nella cappella di Santo Stefano. 

Il complesso masserizio è dominato dal nucleo originario, ovvero dalla torre cinquecentesca coronata da beccatelli a sostegno del parapetto aggettante del terrazzo sommitale e da caditoie in corrispondenza delle finestre e delle porte di accesso. Gli altri ambienti furono aggiunti successivamente e già alla fine del XVII secolo il complesso masserizio consisteva della struttura oggi visibile.

### Aree naturali

#### Serra dei Cianci
La Serra dei Cianci è la maggiore altura della provincia di Lecce e fa parte delle cosiddette serre salentine. La serra è caratterizzata da terrazzamenti coltivati ad ulivi secolari, con tronchi contorti e rugosi, dominata da muretti a secco, da pajare, e dalla vegetazione sempreverde della macchia mediterranea.

#### Bosco Boceto
Il bosco Boceto occupa parte della scarpata della Serra dei Cianci. Si tratta di tipica vegetazione mediterranea nella quale si può distinguere il sottobosco, la macchia bassa e la macchia alta. La macchia bassa è costituita da arbusti mentre quella alta da alberi come il leccio, la quercia coccifera, il corbezzolo, l'alloro, l'olivastro, ecc.

## Società

### Evoluzione demografica
Abitanti censiti

### Etnie e minoranze straniere
Al 31 dicembre 2020 ad Alessano risultano residenti 153 cittadini stranieri.

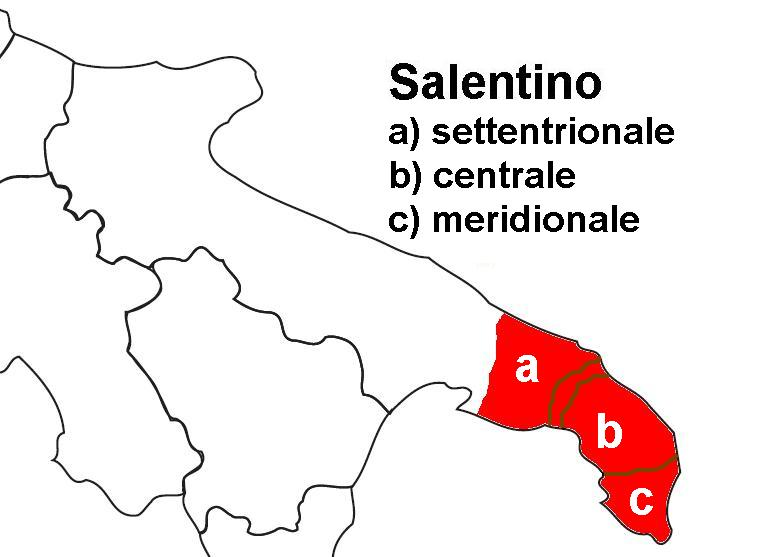
Diffusione del dialetto salentino

### Lingue e dialetti
Il dialetto parlato ad Alessano è il dialetto salentino nella sua variante meridionale. Il dialetto salentino si presenta carico di influenze riconducibili alle dominazioni e ai popoli stabilitisi in questi territori che si sono susseguite nei secoli: messapi, greci, romani, bizantini, longobardi, normanni, albanesi, francesi, spagnoli.

### Religione
Alessano fu sede dell'omonima diocesi fondata con molta probabilità dai Normanni nel X-XI secolo. Il 28 giugno 1818 la diocesi di Alessano, in seguito al Concordato tra papa Pio VII e Ferdinando I fu soppressa e aggregata alla diocesi di Ugento in forza della bolla De utiliori dominicae dello stesso Pio VII.

## Cultura

### Istruzione

#### Biblioteche
- Biblioteca Comunale "Antonio Caloro". La biblioteca ospita una sala lettura e consultazione testi, una sala multimediale ed una sala convegni.[14]. Il 22 maggio 2015, la biblioteca è stata intitolata ad Antonio Caloro (Milano, 25 novembre 1930 - Alessano, 18 maggio 2014), insigne maestro e storico locale, che ad essa aveva donato il suo archivio.

#### Scuole
Nel comune di Alessano hanno sede due scuole dell'infanzia (di cui una nella frazione di Montesardo), due scuole primarie (di cui una nella frazione di Montesardo) e una scuola secondaria di I grado (F. Storella) appartenenti al locale Istituto Comprensivo Statale. Alessano è anche sede di diverse scuole secondarie di II grado: I.S.I.S.S Istituto d'istruzione secondaria superiore, Istituto Tecnico Commerciale (ITC G.Salvemini), Istituto Tecnico Industriale (ITIS G.Salvemini), Istituto Professionale Industria e Artigianato, Istituto Professionale per i Servizi Sociali.

### Media

#### Televisione
Per quanto riguarda i telefilm, Alessano è stato teatro del telefilm Il giudice Mastrangelo andato in onda su Canale 5 tra il 2007/2008.

### Cinema
Ad Alessano sono state riprese molte scene del film Sangue vivo (2000) di Edoardo Winspeare e del film Italian Sud Est (2003). Nella Marina di Novaglie sono state riprese alcune scene del film del 2008 del regista Edoardo Winspeare Galantuomini presentato nello stesso anno alla Mostra Internazionale del Cinema di Roma.

## Geografia antropica

### Frazioni

#### Montesardo
La frazione di Montesardo conta 1 369 abitanti e dista 2 km dal capoluogo comunale. Il paese, situato a 184 m s.l.m., è la località posta più in alto della provincia di Lecce.
In epoca medievale, munito del suo castello fortificato e delle numerose torri lungo le mura, si presentava come una fortezza inespugnabile. Fu sede di importanti scuole di matematica, di filosofia e di musica. Tra i monumenti si ricordano la chiesa madre dedicata alla Presentazione di Maria al Tempio, la chiesa bizantina di Santa Barbara e il castello.

#### Marina di Novaglie
Marina di Novaglie o semplicemente Novaglie è una località balneare collocata sul tratto di costa tra Marina Serra e Santa Maria di Leuca. Nel Medioevo, per contrastare le incursioni saracene, venne costruita la Torre del Porto, ridotta però a un ammasso di detriti.

## Economia
L'economia di Alessano si basa prevalentemente sull'agricoltura, in particolare sulla produzione di olio di oliva. Inoltre ben sviluppato è il turismo estivo e la piccola industria manifatturiera.

## Infrastrutture e trasporti
Alessano è attraversata dalla strada statale 275 Maglie-Santa Maria di Leuca, che assicura i collegamenti in direzione nord-sud. È inoltre servita dalle strade provinciali SP79 per Presicce, 80 per Corsano, 210 per Marina di Novaglie e 242 per Specchia.
La cittadina è servita dalla stazione ferroviaria di Alessano-Corsano posta sulla linea ferroviaria Zollino-Gagliano del Capo delle Ferrovie del Sud Est.

## Amministrazione

### Sindaci dall'Unità d'Italia a oggi
| Periodo        | Periodo        | Primo cittadino       | Partito                                                    | Carica                  | Note                                                                 |
| -------------- | -------------- | --------------------- | ---------------------------------------------------------- | ----------------------- | -------------------------------------------------------------------- |
| giugno 1861    | ottobre 1865   | Cesare Sciaraffia     | Liberale                                                   | Sindaco                 |                                                                      |
| ottobre 1865   | febbraio 1867  | Raffaele Amoroso      |                                                            | Assessore anziano       |                                                                      |
| febbraio 1867  | ottobre 1869   | Francesco Sangiovanni | Conservatore                                               | Sindaco                 |                                                                      |
| ottobre 1869   | dicembre 1869  | Raffaele Amoroso      |                                                            | Assessore anziano       |                                                                      |
| gennaio 1870   | agosto 1874    | Pasquale Sangiovanni  | Conservatore                                               | Sindaco                 |                                                                      |
| agosto 1874    | gennaio 1875   | Giuseppe Amoroso      |                                                            | Assessore anziano       |                                                                      |
| gennaio 1875   | marzo 1876     | Francesco Sangiovanni | Conservatore                                               | Sindaco                 |                                                                      |
| marzo 1876     | novembre 1876  | Giuseppe Amoroso      |                                                            | Assessore anziano       |                                                                      |
| novembre 1876  | settembre 1880 | Giuseppe Sangiovanni  | Conservatore                                               | Sindaco                 |                                                                      |
| novembre 1880  | aprile 1882    | Cesare Sciaraffia     | Liberale                                                   | Sindaco                 |                                                                      |
| aprile 1882    | ottobre 1886   | Fortunato Sciaraffia  | Liberale                                                   | Sindaco                 |                                                                      |
| ottobre 1886   | gennaio 1887   | Vincenzo Amoroso      |                                                            | Assessore anziano       |                                                                      |
| gennaio 1887   | ottobre 1895   | Scipione Sangiovanni  | Conservatore                                               | Sindaco                 |                                                                      |
| ottobre 1895   | giugno 1901    | Luigi Zocco           | Liberale                                                   | Sindaco                 |                                                                      |
| luglio 1901    | maggio 1905    | Giuseppe Sangiovanni  | Conservatore                                               | Sindaco                 |                                                                      |
| maggio 1905    | giugno 1909    | Luigi Pizzolante      | Liberale                                                   | Sindaco                 |                                                                      |
| giugno 1909    | marzo 1911     | Fortunato Sciaraffia  | Liberale                                                   | Assessore anziano       |                                                                      |
| marzo 1911     | ottobre 1911   | Luigi Zocco           | Liberale                                                   | Assessore supplente     |                                                                      |
| ottobre 1911   | dicembre 1915  | Raffaele Sangiovanni  | Conservatore                                               | Sindaco                 |                                                                      |
| dicembre 1915  | aprile 1923    | Carlo Sangiovanni     | Conservatore                                               | Sindaco                 |                                                                      |
| marzo 1945     | giugno 1948    | Cosimo Oronzo Rizzo   | Partito Socialista Italiano                                | Commissario Prefettizio |                                                                      |
| giugno 1948    | giugno 1953    | Mario Sangiovanni     | Partito Socialista Democratico Italiano                    | Sindaco                 |                                                                      |
| luglio 1953    | novembre 1960  | Folco Calzolaro       | Democrazia Cristiana                                       | Sindaco                 |                                                                      |
| novembre 1960  | ottobre 1964   | Giuseppe Nicolardi    | Democrazia Cristiana                                       | Sindaco                 |                                                                      |
| novembre 1964  | dicembre 1971  | Pietro Torsello       | Democrazia Cristiana                                       | Sindaco                 |                                                                      |
| gennaio 1972   | giugno 1975    | Loris Alemanno        | Democrazia Cristiana                                       | Sindaco                 |                                                                      |
| luglio 1975    | febbraio 1979  | Ennio De Vito         | Partito Socialista Italiano                                | Sindaco                 |                                                                      |
| marzo 1979     | aprile 1980    | Cosimo Rizzo          | Partito Comunista Italiano                                 | Sindaco                 |                                                                      |
| aprile 1980    | giugno 1980    |                       |                                                            | Commissario Prefettizio |                                                                      |
| giugno 1980    | gennaio 1982   | Ippazio Antonio Rizzo | Democrazia Cristiana                                       | Sindaco                 | (Dc-Psdi)                                                            |
| maggio 1982    | ottobre 1982   | Cosimo Rizzo          | Partito Comunista Italiano                                 | Sindaco                 |                                                                      |
| ottobre 1982   | marzo 1983     |                       |                                                            | Commissario Prefettizio |                                                                      |
| marzo 1983     | aprile 1984    | Cosimo Rizzo          | Partito Comunista Italiano                                 | Sindaco                 |                                                                      |
| aprile 1984    | aprile 1985    | Giovanni Siciliano    | Lista civica                                               | Sindaco                 |                                                                      |
| luglio 1985    | novembre 1987  | Renato Rizzo          | Democrazia Cristiana                                       | Sindaco                 |                                                                      |
| novembre 1987  | luglio 1988    |                       |                                                            | Commissario Prefettizio |                                                                      |
| luglio 1988    | novembre 1989  | Nunzio Marzo          | Partito Socialista Italiano                                | Sindaco                 | (Dc-Psi)                                                             |
| novembre 1989  | giugno 1993    | Renato Rizzo          | Democrazia Cristiana                                       | Sindaco                 | (Dc-Psi-Lista civica)                                                |
| 6 giugno 1993  | 13 maggio 2001 | Cosimo Del Casale     | Partito Democratico della Sinistra/Democratici di Sinistra | Sindaco                 | (Pds-Psi-Indipendenti)                                               |
| 13 maggio 2001 | 16 maggio 2011 | Luigi Nicolardi       | Democratici di Sinistra/Partito Democratico                | Sindaco                 | (Ds-Margherita-Prc-Sdi)                                              |
| 16 maggio 2011 | 6 giugno 2016  | Osvaldo Stendardo     | Lista civica                                               | Sindaco                 | (Indipendenti-dissidenti Pd-PSI)                                     |
| 6 giugno 2016  | 4 ottobre 2021 | Francesca Torsello    | Partito Democratico                                        | Sindaco                 | Città Democratica (Pd, indipendenti centrosinistra)                  |
| 4 ottobre 2021 |                | Osvaldo Stendardo     | Lista civica                                               | Sindaco                 | Il cittadino al centro (Socialisti, Movimento Regione Salento, Lega) |

## Sport
La società Pallavolo Azzurra Alessano milita in Serie A3
La squadra di calcio locale è l'U.S.D. Alessano che disputa il campionato di Seconda Categoria.
Il campo di gioco è lo stadio comunale "Antonio Mele" situato lungo la statale SS275 Maglie-Leuca.